# Leopold Ziegenbein

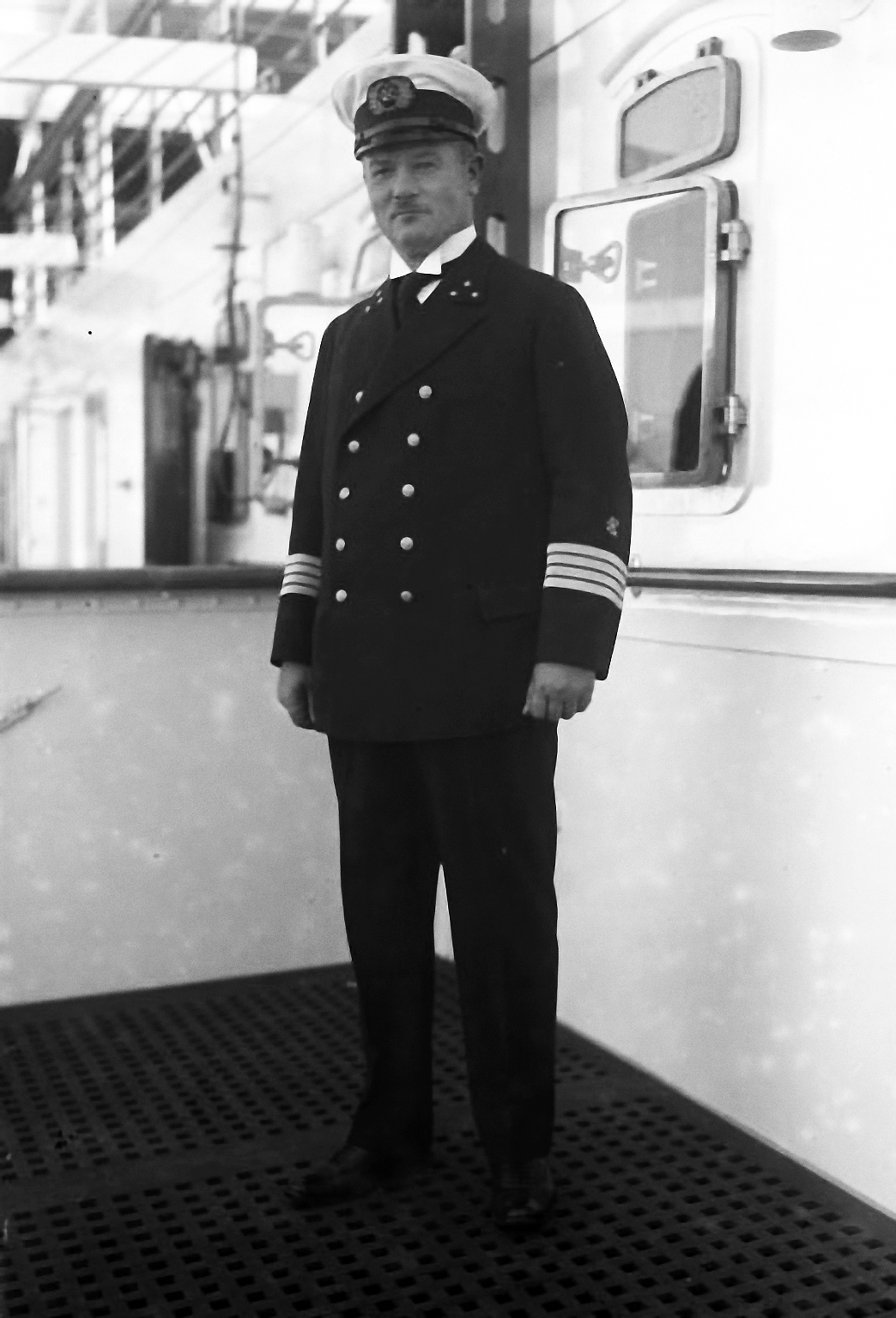
Leopold Ziegenbein, Kapitän der Bremen, 1931

Georg August Louis Leopold Ziegenbein (* 16. November 1874 in Celle; † 21. Juni 1950 in Nordholz) war ein Nautiker und Kommodore beim Norddeutschen Lloyd (NDL) in Bremen. Er zählt zu den prominentesten deutschen Kapitänen der Handelsschifffahrt.

## Leben

### Frühe Jahre bis zum Ersten Weltkrieg

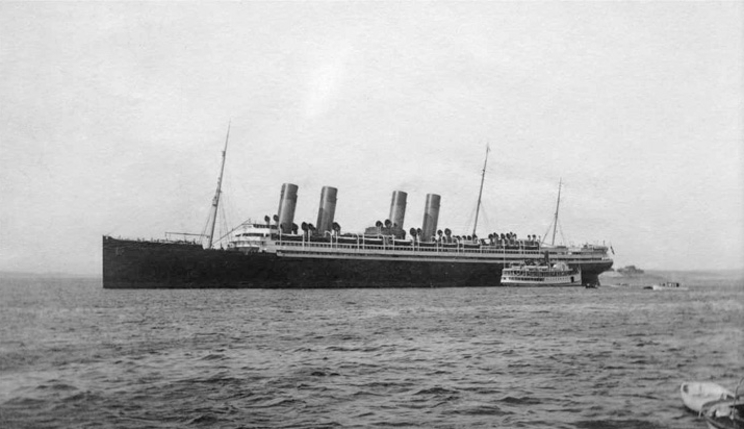
Die Kronprinzessin Cecilie wurde von einigen der bedeutendsten Architekten und Künstlern der damaligen Zeit ausgestattet.

Seit 1890 fuhr Ziegenbein zur See. Ab 1895 besuchte er die Navigationsschule Geestemünde, die ihm am 26. Juni 1896 das Patent zum Schiffsoffizier und am 29. April 1900 das Kapitänspatent erteilte. Als Küstenfahrer mit der Schiffsführung unterschiedlicher Dampfer betraut, war er nach seinem Eintritt beim NDL im Jahr 1900 als Offizier auf den meisten Linien der Bremer Reederei tätig. So fuhr Ziegenbein zunächst als Vierter Offizier auf dem Dampfer Willehad. Von 1905 bis 1907 tat er als Zweiter Offizier auf der Blauen-Band-Gewinnerin Kaiser Wilhelm II. Dienst und anschließend in gleicher Position auf deren Schwesterschiff, der Kronprinzessin Cecilie, die ab Mai 1913 von Ziegenbeins späterem Freund Charles August Polack geführt wurde. Die hochwertige Ausstattung dieses Luxusschiffes war von einigen der berühmtesten Künstlern der damaligen Zeit gestaltet worden und machte die Kronprinzessin Cecilie zu einem der beliebtesten Transatlantik-Schnelldampfer vor dem Ersten Weltkrieg. Auf diesem Schiff erhielt Ziegenbein auch eine Anstellung als Erster Offizier.

### Nach 1918

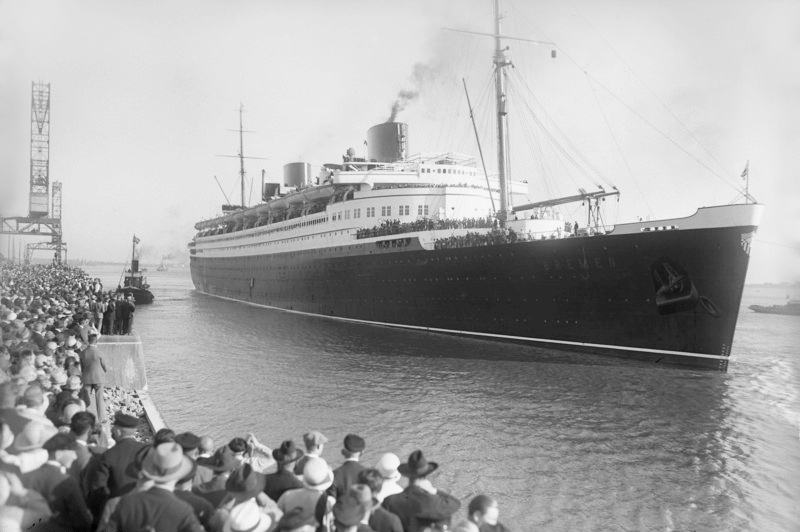
Die Bremen im Jahr 1931. Sie war einer der bedeutendsten Transatlantikdampfer vor dem Zweiten Weltkrieg.

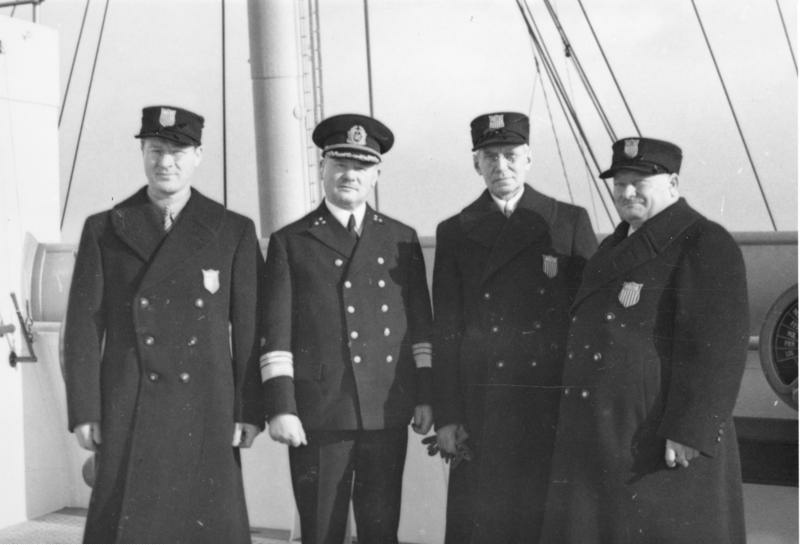
Ziegenbein mit Avery Brundage (links), damals führendes Mitglied der olympischen Bewegung in den USA und anderen Offiziellen an Bord der Bremen. Die Amerikaner waren auf dem Weg zu den Olympischen Winterspielen 1936 in Garmisch.

Mit Kriegsende musste Ziegenbein kurzfristig aus dem NDL ausscheiden, doch wurde er bereits 1920 wieder eingestellt und kam als Erster Offizier auf den Dampfer Seydlitz, der die jeweils ersten Nachkriegsreisen des Lloyd mit Passagieren nach Südamerika (1921) und in die USA (1922) unternahm. Nach diesem Engagement wurde Ziegenbein der Bauaufsicht des gerade entstehenden Schnelldampfers Columbus zugeteilt und erhielt mit Indienststellung dieses Schiffes die Stelle des Ersten Offiziers unter Kapitän Nikolaus Johnsen. Nachdem er vorübergehend in Vertretung unter anderem die Columbus erfolgreich geführt hatte, ernannte ihn der NDL 1926 zum etatmäßigen Kapitän und vertraute ihm 1927 die Berlin an. Ab 1928 war er in der Bauaufsicht des Schnelldampfers Bremen, die er nach ihrer Indienststellung im Juli 1929 als Kapitän übernahm. Bereits während der Jungfernfahrt nach New York konnte der neue Vorzeigedampfer des Lloyd das Blaue Band erringen. 1932 wurde Ziegenbein zum Kommodore ernannt und trat am 13. November 1936 in den Ruhestand. Er wohnte bis 1945, als sein Haus durch die US-Amerikaner beschlagnahmt wurde, in Bremerhaven-Lehe. Nach seinem Tod wurde er auf dem Friedhof in Langen bei Bremerhaven beerdigt.
Ziegenbein war von 1929 bis 1936 Kapitän der Bremen und damit Kapitän des größten und luxuriösesten Passagierdampfers der deutschen Handelsflotte. Viele Prominente der damaligen Zeit saßen beim Captain's Dinner an seiner Seite und lobten das unvergleichliche Charisma des erfahrenen Kapitäns, der offiziell aus Altersgründen 1936 in den Ruhestand trat. Inoffiziell wurden auch politische Gründe angeführt, da er nicht auf Linie der inzwischen herrschenden Nationalsozialisten stand. Sein Nachfolger als Kapitän der Bremen wurde Kapitän Adolf Ahrens, der nach einer abenteuerlichen, aber letztlich geglückten Heimreise des Dampfers aus New York nach Kriegsausbruch 1939 ebenfalls zum Kommodore befördert wurde.

## Ehrungen

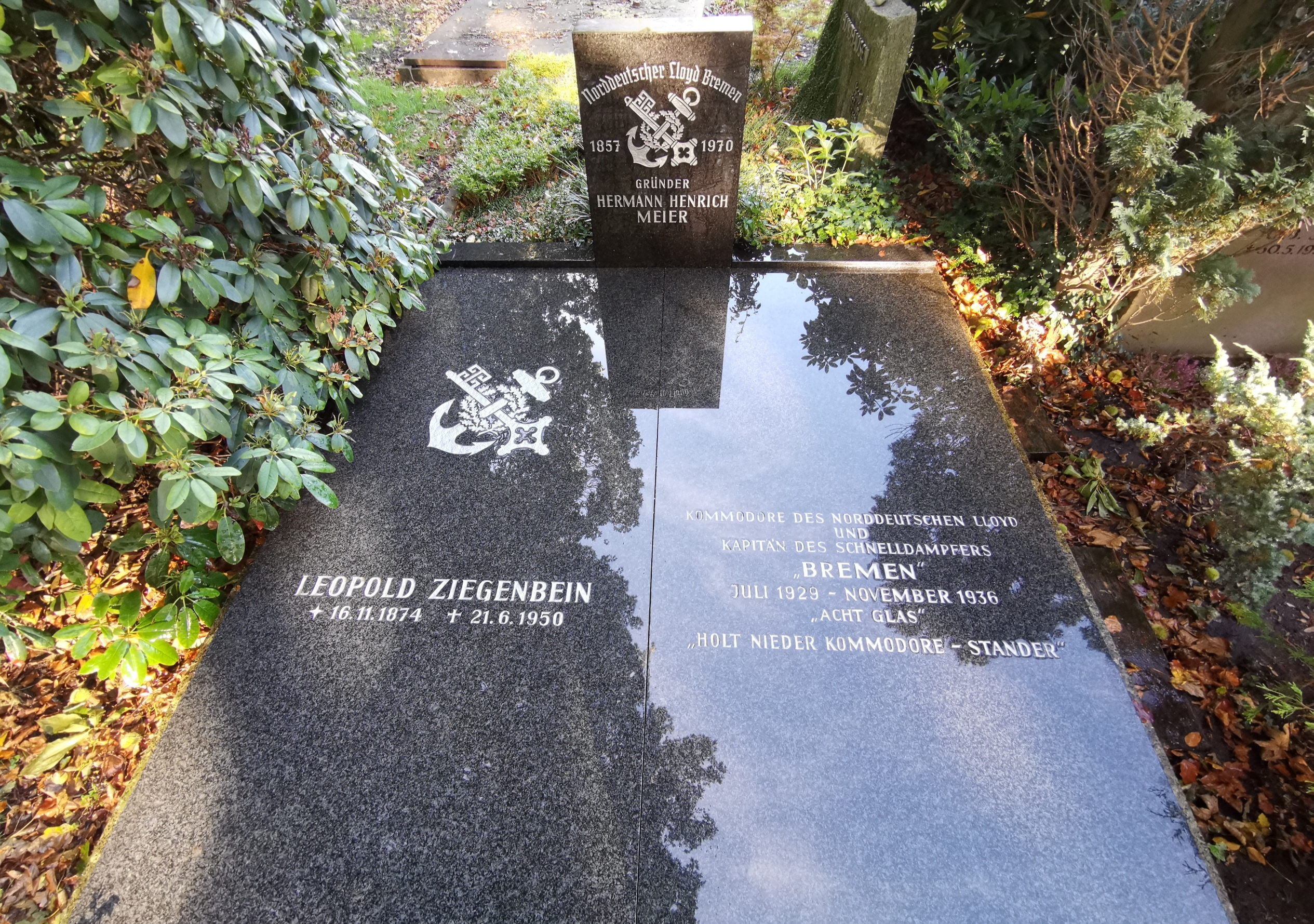
Maritime Ehrenruhestätte

- 1992 erhielt der Kammweg des Weserdeichs in Bremerhaven zwischen der Kaiserschleuse und dem Zoo am Meer den Namen Kommodore-Ziegenbein-Promenade.
- Die Kommodore-Ziegenbein-Allee in Bremen – Überseestadt wurde nach 2010 nach ihm benannt.